# Імперська британська східноафриканська компанія
Імперська британська східноафриканська компанія (англ. Imperial British East Africa Company, 1888—1895) — комерційна компанія, яка отримала від британського керівництва право на управління британськими володіннями в Східній Африці.

## Передісторія
На початку 1880-х років європейські держави почали посилено ділити між собою африканські землі. Велика Британія та Німеччина які змагалися в Східній Африці, підписали в 1885 році угоду про розподіл сфер впливу, згідно з якою британська сфера впливу у Східній Африці простягалася від річки Джуба до Німецької Східної Африки. Формально ця територія належала султанату Занзібар, й Велика Британія в 1888 році отримала прибережну смугу в оренду від султана. У зв'язку з тим, що в цей же самий час Велика Британія активно розвивала Південну Африку, було вирішено довірити діяльність в Східній Африці приватної компанії.

## Діяльність
Імперська британська східноафриканська компанія була основана в Лондоні 18 квітня 1888 року, а 6 вересня 1888 року одержала хартію від королеви Вікторії. Головою компанії став Вільям Маккіннон.
Компанія отримала право оперувати в регіоні від Індійського океану на північний захід до озера Вікторія і далі. Передбачалося, що компанія займеться розвитком сільського господарства і вивезенням продукції. Згідно Королівської хартії, компанія отримувала в районі своєї діяльності всі права місцевого уряду - право встановлювати податки, вводити митні збори, здійснювати правосуддя, укладати міжнародні договори і т. п. Центром операцій Компанії стала Момбаса, а її адміністративний офіс розмістився в розташованої в 80 км на південь портової селі Шимон.
Однак Компанія замість освоєння території вирішила зайнятися будівництвом залізниці до озера Вікторія. За завданням Компанії Джеймс Макдональд в 1891—1892 роках на провів розвідку місцевості, і визначив, що найкращим маршрутом для залізниці буде існуючий караванний маршрут. Також він прийшов до висновку, що землі народу кікую підійдуть для переселенців з Європи. Однак Компанія не змогла знайти фінансування для будівництва залізниці.
Паралельно з підготовкою до будівництва залізниці, в 1890 році Компанія почала прокладку 600-мильної дороги від Момбаси до Бусії, придатною для руху транспортних фургонів. Тоді ж був замовлений в Шотландії 110-тонний пароплав «Вільям Маккіннон» для озера Вікторія. Він був перевезений в розібраному стані до Момбаси, але без залізниці доставити його до озера було неможливо.
Інвестиціям Компанії в усі ці проекти завадила боротьба за вплив на території нинішньої Уганди, в якій брали участь сама компанія, католицькі місіонери, протестантські місіонери і кабака Буганди. Протиріччя не вдалося вирішити мирним шляхом, і в січні 1892 року спалахнула громадянська війна. За допомогою Фредеріка Лугарда, заснував форпост на пагорбі Кампала, Компанії в результаті вдалося здобути перемогу, але вона виявилася піровою. Бачачи банкрутство Компанії та її нездатність управляти ввіреною територією, британський уряд в 1894 році припинило її діяльність і оголосило протекторат над Східной Африкой.

## Підсумки і наслідки
Британський уряд добудував дорогу до Бусії, а у 1898 році почало будівництво Угандійскої залізниці. У 1898 році «Вільям Маккіннон» був доставлений в розібраному вигляді з Момбаси в Кісуму, у 1900 році спущено на воду, а у 1901 році, як і залізниця, вступив у експлуатацію. Ведення в експлуатацію залізниці зробив дорогу Момбаса - Бусія невигідною для транспортування вантажів, і її використання припинилося.